# Peter Jutzi

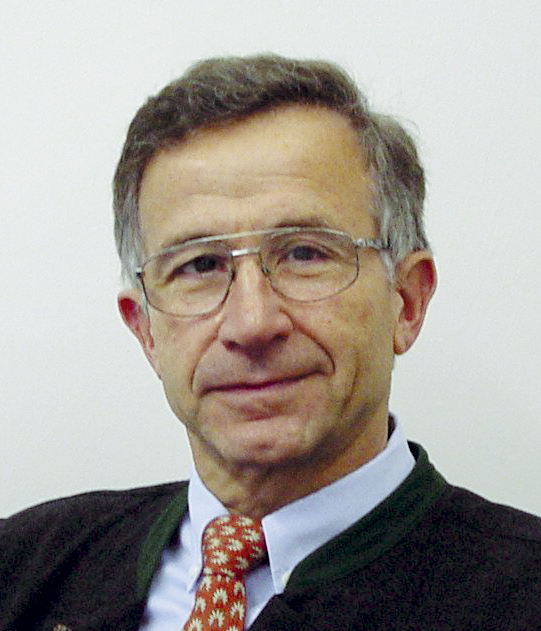
Peter Jutzi (2007)

Peter Jutzi (* 21. Oktober 1938 in Duisburg; † 6. April 2024) war ein deutscher Chemiker und Professor für Anorganische Chemie an der Universität Bielefeld.

## Leben
Jutzi studierte Chemie an der TU München und schloss sich der Münchener Burschenschaft Cimbria an. Er beendete das Studium mit dem Diplom 1963 und wurde 1965 an der Universität Marburg bei Max Schmidt promoviert (Beiträge zur Chemie der Organozinn-Phosphine). 1971 habilitierte er sich in Würzburg [Nichtklassische (p-p){\displaystyle \pi }-Systeme]; ab 1979 war er Professor in Bielefeld.
Jutzi befasste sich mit Metallorganischer Chemie, speziell mit der Dynamischen Covalenten Chemie von Gruppe-13-Elementen, mit Cyclopentadienylverbindungen der Hauptgruppenelemente, mit π-Komplexen des niederwertigen Siliciums, mit dem Bildungsmechanismus und der Präparation von Metall- und Metalloxid-Nanopartikeln sowie mit Metallasilsesquioxanen im CVD- und Sol-Gel-Prozess.
2002 erhielt er den Alfred-Stock-Gedächtnispreis, 1992 den Max-Planck-Forschungspreis, 2000 den F. S. Kipping Award und 1987 den Wacker Silicon Preis. 2007 war er Fellow der Japan Society for the Promotion of Science.

## Schriften (Auswahl)
- mit D. Kanne, C. Krüger: Decamethylsilicocene – Synthesis and Structure, Angewandte Chemie  Int. Ed. 1986, 25, 164; doi:10.1002/anie.198601641
- mit C. Müller, D. Lilge, M. O. Kristen: Dialkylaminoethyl-Functionalized ansa-Zirconocene Dichlorides: Precatalysts for the Regulation of the Molecular Weight Distribution of Polyethylene, Angew. Chem. Int. Ed. 2000, 39, 789–792; PUB – Bielefeld University
- mit Guido Reumann: Cp* Chemistry of Main-Group Elements, J. Chem. Soc., Dalton Trans., 2000, 2237–2244, doi:10.1039/B001365J
- mit N. Lenze, B. Neumann, H.-G. Stammler: [{Fe(C5H4)2}3{Ga(C5H5N)}2]: A Trinuclear Gallium-Bridged Ferrocenophane with a Carousel Structure, Angew. Chem. Int. Ed. 2001, 40, 1423–1427; doi:10.1002/1521-773 (20010417)40:8
- mit H. M. Lindemann, M. Schneider, B. Neumann, H.-G. Stammler, A. Stammler: Synthesis and Reactivity of Core-Functionalized Polyhedral Titanasiloxanes, Organometallics  2002, 21, 3009–3017,  doi:10.1021/om020157v
- mit A. Mix, B. Rummel, W. W. Schoeller, B. Neumann, H.-G. Stammler: The (Me5C5)Si+ Cation: A Stable Derivative of HSi+, Science 2004, 305, 849–851, doi:10.1126/science.1099879
- mit K. Wojczykowski, D. Meißner, I. Ennen, A. Hütten, M. Fricke, D. Volkmer: Reliable Stabilization and Functionalization of Nanoparticles through Tridentate Thiolate Ligands, Chem. Commun. 2006, 3693–3695, doi:10.1039/B606360H
- mit K. Leszczynska, A. Mix, R. J. F. Berger, B. Rummel, B. Neumann, H.-G. Stammler: The Pentamethylcyclopentadienylsilicon(II) Cation as a Catalyst for the Specific Degradation of Oligo(ethyleneglycol) Diethers, Angewandte Chemie, Int. Ed. 2011, 50, 6843–6846, doi:10.1002/anie.201101139
- mit A. Dreyer, I. Ennen, T. Koop, A. Huetten: From Nanoscale Liquid Spheres to Anisotropic Crystalline Particles of Tin: Decomposition of Decamethylstannocene in Organic Solvents, Small  2011, 7, 3075–3086. doi:10.1002/smll.201101085
- The Pentamethylcyclopentadienylsilicon(II) Cation: Synthesis, Characterization, and Reactivity, Chem. Eur. J. 2014, 20, 9192–9207, doi:10.1002/chem.201402163
- mit Ulrich Schubert (Hrsg.): Silicon chemistry : from the atom to extended systems, Wiley-VCH 2003, ISBN 3-527-30647-1
- Sandwich-artige Cyclopentadienylkomplexe von Hauptgruppenelementen, Chemie in unserer Zeit, Band 33, 1999, Nr. 6, 342–353, doi:10.1002/ciuz.19990330605
- Die klassische Doppelbindungsregel und ihre vielen Ausnahmen, Chemie in unserer Zeit, Band 15, 1981, 149–154, doi:10.1002/ciuz.19810150504